# 欅 (楢型駆逐艦)
|                  | |
| 艦歴             | |
| 計画             | 1917年度 |
| 起工             | 1917年10月16日 |
| 進水             | 1918年1月15日 |
| 就役             | 1918年4月20日 |
| 除籍             | 1933年9月1日 |
| その後           | 1936年5月6日海軍工機学校保管船 |
| 性能諸元（計画） | |
| 排水量           | 基準：770トン 常備：850トン |
| 全長             | 全長：290 ft 0 in (88.39 m) 垂線間長：275 ft 0 in (83.82 m)                                                                            |
| 全幅             | 25 ft 4 in (7.72 m) |
| 吃水             | 7 ft 10 in (2.39 m) |
| 機関             | 推進：2軸 x 730rpm 主機：ブラウン・カーチス式単式直結タービン 2基 出力：17,500馬力 ボイラー：ロ号艦本式缶 重油専焼2基、石炭重油混焼2基 |
| 速力             | 31.5ノット |
| 燃料             | 重油212トン、石炭98トン |
| 航続距離         | 3,000カイリ / 14ノット |
| 乗員             | 竣工時定員 112名 |
| 兵装             | 45口径三年式12cm単装砲3門 三年式機砲(6.5mm機銃) 2挺 45cm3連装魚雷発射管2基6門                                                          |
| 搭載艇           | 4隻 |

欅（けやき）は、大日本帝国海軍の駆逐艦で、楢型駆逐艦の5番艦である。同名艦に松型駆逐艦の「欅」があるため、こちらは「欅 (初代)」や「欅I」などと表記される。

## 艦歴
1917年（大正6年）10月16日、佐世保海軍工廠で起工。1918年（大正7年）1月15日午前10時10分進水。同年4月20日竣工。
1933年（昭和8年）9月1日除籍。1936年（昭和11年）5月6日に海軍工機学校保管船となる。

## 艦長
※『日本海軍史』第9巻・第10巻の「将官履歴」及び『官報』に基づく。
艤装員長
- 池田武義 少佐：1917年12月1日[8] - 1918年1月21日[9]
- （兼）池田武義 少佐：1918年1月21日[9] -

駆逐艦長
- 池田武義 少佐：1918年1月21日[9] - 9月10日[10]
- 田川薫 少佐：1918年9月10日[10] - 12月1日[11]
- 浜田吉治郎 少佐：1918年12月1日[11] - 1919年12月1日[12]
- 大崎義雄 少佐：不詳 - 1920年6月1日[13]
- 郷田喜一郎 少佐：1920年6月1日[13] - 1921年4月16日[14]
- 日高（渡部）釗 少佐：1921年4月16日[14] - 1921年12月1日[15]
- 染河啓三 少佐：1921年12月1日[15] - 1922年12月1日[16]
- 山口実 少佐：1922年12月1日 - 1924年5月31日
- 小林徹理 少佐：1924年3月25日 - 1925年12月1日
- 平塚四郎 少佐：1925年12月1日[17] - 1926年11月1日[18]
- 小野寺丑蔵 少佐：1926年12月1日[19] - 1929年4月23日[20]
- 篠田太郎八 少佐：1929年4月23日 - 1930年12月1日
- 寺西武千代 大尉： 大尉：1930年12月1日[21] - 1931年12月1日[22]
- 宮崎定栄 大尉：不詳 - 1932年4月1日[23]